# 11688 Amandugan
11688 Amandugan eller 1998 FG53 är en asteroid i huvudbältet som upptäcktes den 20 mars 1998 av LINEAR i Socorro County, New Mexico. Den är uppkallad efter Amanda Dyann Dugan.